# Qalun
Abu Musa Isa ibn Mina az-Zarqa (en arabe : أبا موسى عيسي بن مينا الزرقى, abū mūsā ʿīsa ibn mīnā al-zarqa), plus connu comme Qalun (en arabe : قالون, qālūn), né en 120 AH / 495 EC et mort en 220 AH / 835 EC est une figure significative de l’islam. Avec Warch, il est un des principaux émetteurs de la lecture canonique du Coran (qirāʾa) de Nafiʿ Al-Madani.